# Proseč pod Ještědem
Proseč pod Ještědem település Csehországban, Libereci járásban. Proseč pod Ještědem Šimonovice, Světlá pod Ještědem, Český Dub, Bílá és Liberec településekkel határos. Lakosainak száma 450 fő (2024. január 1.).

## Népesség
A település lakosságának változását az alábbi diagram mutatja:
| Lakosok száma | 1209 | 1221 | 899  | 578  | 314  | 269  | 354  | 395  | 417  | 450  |
|               | 1869 | 1890 | 1921 | 1950 | 1980 | 2001 | 2017 | 2019 | 2022 | 2024 |